# Paula Vesala
Paula Julia Vesala, född 10 december 1981 i Kärsämäki, Finland, är en finländsk sångerska och skådespelerska. Hon sjöng i poprockbandet PMMP, men gör numera solokarriär under artistnamnet Vesala.
Som medlem i PMMP har hon släppt fem studioalbum och har haft stor framgång i sitt hemland. Vesala var tillsammans med Mira Luoti frontfigur i bandet. Hon var också den som skriver de flesta av bandets låtar. Vesala har studerat på Sibeliusakademin i Helsingfors, där hon utövar andra ämnen som klassisk sång, piano samt fiol.
Vesalas självbetitlade debutalbum som soloartist släpptes i juni 2016, och det vann pris för årets album på 2017 års Emmagala. Vesala vann även i kategorierna årets låt ("Tequila"), årets kvinnliga solist och årets pop. 
Vesala samarbetade med Greenpeace på deras turné Toxic Tour 2006 när de besökte Finland, vilket var deras sista land att besöka under den turnén.

## Privatliv
Vesala gifte sig 2014 med Lauri Ylönen, sångare i The Rasmus. Sedan april 2008 har de även en son tillsammans. Paret meddelade 2016 att de skiljer sig. 

## Diskografi
Album med PMMP:
- Kuulkaas enot!  (2003)
- Kovemmat kädet (2005)
- Leskiäidin tyttäret (2006)
- Puuhevonen (2007)
- Veden varaan  (2009)
- Rakkaudesta (2012)

Soloalbum:
- Vesala (2016)